# Reino Iisakki Kuuskoski

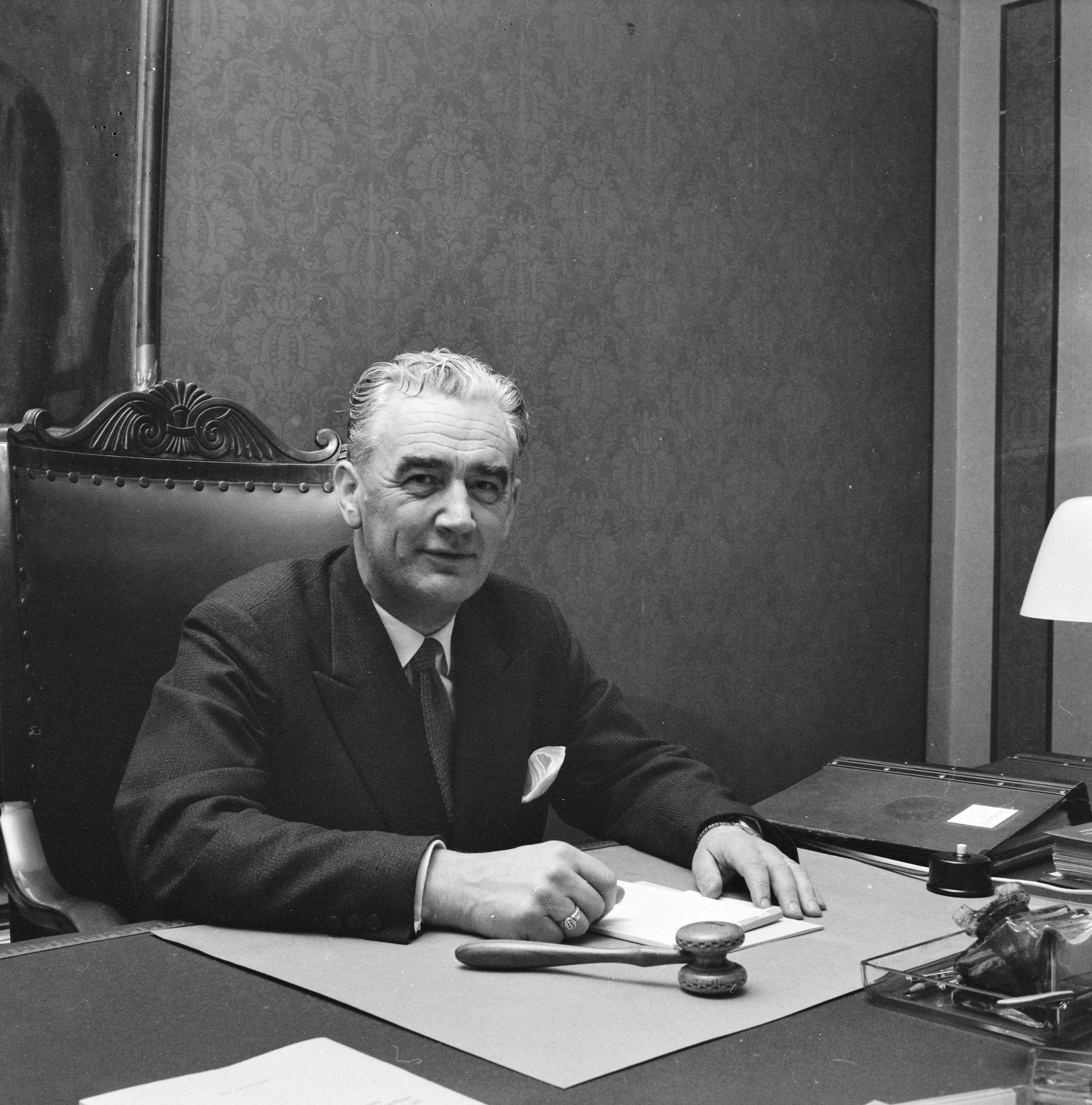
Reino Kuuskoski als Ministerpräsident Finnlands im Jahr 1958.

Reino Iisakki Kuuskoski (* 18. Januar 1907 in Loimaa; † 27. Januar 1965 in Helsinki) war ein finnischer Politiker und Ministerpräsident.
Kuuskoski absolvierte ein Studium der Rechtswissenschaften und war als Rechtswissenschaftler als Präsident des Obersten Verwaltungsgerichts sowie als Ombudsmann des Reichstages tätig.
Daneben war er von November 1953 bis Mai 1954 Justizminister in der von Sakari Tuomioja geleiteten Übergangsregierung.
Nach dem Rücktritt von Ministerpräsident Berndt Rainer von Fieandt am 17. April 1958 bildete er am 26. April 1958 ein bis zum 29. August 1958 amtierendes Übergangskabinett mit Ministern der Sozialdemokratischen Partei (SDP) sowie der Volkspartei Finnlands (KP). Nach der Parlamentswahl vom Juli 1958 wurde er vom Sozialdemokrat Karl-August Fagerholm als Ministerpräsident abgelöst.

## Biographische Quellen und Hintergrundinformationen
- Biographische Notizen in rulers.org
- Biographische Notizen auf der Homepage der Finnischen Regierung
- Ministerliste des Kabinetts 1958

| Personendaten    | Personendaten                                                       |
| ---------------- | ------------------------------------------------------------------- |
| NAME             | Kuuskoski, Reino Iisakki                                            |
| ALTERNATIVNAMEN  | Kuuskoski, Reino                                                    |
| KURZBESCHREIBUNG | finnischer Politiker, Mitglied des Reichstags und Ministerpräsident |
| GEBURTSDATUM     | 18. Januar 1907                                                     |
| GEBURTSORT       | Loimaa                                                              |
| STERBEDATUM      | 27. Januar 1965                                                     |
| STERBEORT        | Helsinki                                                            |